# Карел Влах
Карел Влах (чеськ. Karel Vlach, 8 жовтня 1911 Жижков — 26 лютого 1986 Прага) — чехословацький диригент і капельмейстер свінгового Оркестру Карла Влаха.

## Біографія

### Молодість
Карел Влах народився в празькому передмісті Жижков, в 1911 році. Був найстарший із п'яти братів і сестер (Франтішек * 1913, Власта * 1920, Лібуше * 1924 і Вацлав * 1926).
У початковій школі навчався по класу скрипки. Після початкової школи вступив до Жижковської середньої школи..
З 1925 по 1928 рік він проходив стажування як продавця в галантерейній компанії Kauders.
У 1929 році померла його мати. Через деякий час батько повторно одружився і вся родина переїхала до Голешовіце.
Він працював спочатку помічником з продажу (L. Phona, Finger a Stein), а пізніше, як прокурист. У 1931—1933 роки був безробітним.,

### Створення оркестру
В 30 років Карел Влах брав участь в групах Blue Music і в ансамблі Charles Happy Boys, пізніше перейменованого на Blue Boys. У 1939 році Влах заснував власний оркестр, що отримав назву Оркестр Карла Влаха.
З 1940 року виступав з оркестром на Стрілецькому острові і почав співпрацювати з жіночим тріо Sestry Allanovy. Оркестром оранжирував Фріцек Вайсс, що був під впливом оркестру оркестру Бенні Гудмена. Оркестр грав як кавер-версії, але і оригінальні композиції. Серед основних авторів, були Каміл Бегоунек і Їржі Тракслер. Співпрацював також з низкою провідних виконавців (Арношт Кавка, Інка Земанкова та Їржина Салачова).

### Післявоєнний період
Після Другої світової війни Влах зібрав новий оркестр, який орієнтувався в основному на зразок оркестра Гленна Міллера.
З оркестром виступали співаки Вацлав Ірманов, Рудольф Кортес і продовжувала співпрацю Їржина Салачова. З 1947 року оркестр на постійній основі виступав в Театрі V+W і брав участь у відновленних виступах Визволеного театру.
З 1954 року працював у Театрі ABC і з 1962 року в Музичному театрі в Карліні.

### Останні роки
У шістдесяті роки оркестр приділяє все більше популярній музиці і співпрацює з такими вокалістами як Іветта Сімонова, на якій Карел був одружений, Мілан Хладіл або Карел Готт.
Карел Влах помер від серцевого нападу 26 лютого 1986 року і похований на Вишеградському кладовищі в Празіі

## Музика до фільмів
- Andělský kabát
- Stvoření světa[cs]

## Відзнаки
У районі Прага 13 в честь Карела Влаха названа вулиця Влахова (Vlachova).